# Lovely Molly
Pour plus de détails, voir Fiche technique et Distribution.
Lovely Molly est un film d'horreur américain écrit et réalisé par Eduardo Sánchez, sorti en 2011.

## Synopsis
Quand Molly Reynolds, jeune mariée, retourne dans sa famille, des souvenirs terrifiants de son enfance refont surface. Commence alors pour Molly une longue descente aux enfers où la frontière entre psychose et possession se trouble.

## Fiche technique
- Titre original : Lovely Molly
- Titre France : Lovely Molly : The Possession
- Réalisation : Eduardo Sánchez
- Scénario : Jamie Nash et Eduardo Sánchez
- Direction artistique : Andrew White
- Photographie : John W. Rutland
- Montage : Eduardo Sánchez et Andrew Vona
- Production : Robin Cowie, Jane Fleming, Gregg Hale et Mark Ordesky
- Sociétés de production : Haxan Films et Amber Entertainment
- Société de distribution : Image Entertainment
- Pays d'origine :  États-Unis
- Langue originale : anglais
- Format : couleur - 35 mm
- Genre : horreur
- Durée : 99 minutes
- Dates de sortie :
  -  Canada : 14 septembre 2011 (Festival international du film de Toronto)
  -  États-Unis : 18 mai 2012 (limité)
  -  France : 17 septembre 2013 (DVD)

## Distribution
- Gretchen Lodge : Molly
- Johnny Lewis : Tim
- Alexandra Holden : Hannah
- Ken Arnold : Samuels
- Lauren Lakis : Lauren

## Production
Le tournage a lieu en octobre 2010 à Hagerstown dans le comté de Washington de Maryland, pendant vingt jours, après que les scénaristes Jamie Nash et Eduardo Sánchez aient remarqué une maison idéale pour le film ainsi qu'un appartement, le centre commercial Valley Mall et la chapelle de Dahlgren à Middletown,.
Le titre provisoire étant The Possession, le film se renomme Lovely Molly juste avant l'avant-première au Festival international du film de Toronto parce qu'il y a « un autre film appelé Possession qui va sortir […]. Mais,  de toute façon, je n'ai jamais vraiment aimé ce titre. C'est un peu trop générique. Nous avons tous réfléchi et sommes arrivés avec Lovely Molly, et je pense que cela correspond bien au film, c'est un peu plus unique », explique le réalisateur.

## Accueil

### Sorties internationales
Lovely Molly est projeté en avant-première le 14 septembre 2011 au Festival international du film de Toronto. Après son passage au Festival du film international de South by Southwest le 12 mars 2012, il sort le 18 mai 2012 dans les salles aux États-Unis.
En France, il ne sort qu'en DVD sous le titre Lovely Molly (The Possession) à partir du 17 septembre 2013.

### Box-office
| Pays ou région | Box-office | Date d'arrêt du box-office | Nombre de semaines |
| -------------- | ---------- | -------------------------- | ------------------ |
| Monde          | —          | —                          | —                  |
| États-Unis     | 18 464 $   | 28 mai 2012                | 2                  |

## Distinctions

### Nominations
- Festival international du film de Toronto 2011 : People's Choice Award « Midnight Madness »
- Fangoria Chainsaw Awards 2013 : Meilleure actrice (Gretchen Lodge)